# Habenaria macrantha
Habenaria macrantha là một loài thực vật có hoa trong họ Lan. Loài này được Hochst. ex A.Rich. mô tả khoa học đầu tiên năm 1850.